# Saint-Marcellin-en-Forez
Saint-Marcellin-en-Forez este o comună în departamentul Loire din sud-estul Franței. În 2009 avea o populație de 4.159 de locuitori.

## Evoluția populației
| An        | 1975  | 1982  | 1990  | 1999  | 2006  | 2009  |
| --------- | ----- | ----- | ----- | ----- | ----- | ----- |
| Populație | 2.312 | 2.931 | 3.133 | 3.373 | 4.019 | 4.159 |